# Bergung (Seefahrt)
Unter Bergung versteht man in der Seefahrt die freiwillige Errettung eines Schiffes oder sonstigen Vermögensgegenstandes zu Wasser aus einer Gefahr, aus der eine eigenständige Rettung nicht möglich ist.  Beim Bergungsrecht handelt es sich um seerechtliche Vorschriften, also um solche, die zur Regelung der besonderen Bedürfnisse der Schifffahrt bestimmt sind. Dabei ist die Bergung als gesetzliches Schuldverhältnis ausgestaltet.
Die Bergung umfasst auch die Abwehr von Gefahren für die Umwelt sowie die menschliche Gesundheit in Küsten- und Binnengewässern oder angrenzenden Gebieten, die durch Verschmutzung, Verseuchung, Feuer, Explosion oder ähnlich schwerwiegende Ereignisse verursacht werden.
Bei Plattformen und Bohreinrichtungen wird der Begriff Bergung nicht angewendet, wenn diese Plattformen zur Erforschung, Ausbeutung oder zur Gewinnung von Ressourcen des Meeresbodens vor Ort im Einsatz sind. Bei Staatsschiffen wie Kriegsschiffen, die nach dem allgemeinen anerkannten Grundsätzen des Völkerrechts Staatenimmunität genießen, kommt es nicht zur Anwendung, sofern der Staat nicht etwas anderes beschließt.
Das Bergungsrecht findet nur Anwendung, wenn Gegenstand der Bergung ein Schiff oder ein anderer Vermögensgegenstand ist. Es gilt damit nicht für Fälle ausschließlicher Rettung von Menschenleben. Das Abbergen bezeichnet dagegen den rein tatsächlichen Vorgang, eine Person von einem Schiff herunterzuholen, die dazu aus eigener Kraft nicht in der Lage ist.

## Bergung oder Hilfeleistung
Unter Bergung versteht man: Die Hilfeleistung für ein in See- oder Binnengewässern in Gefahr befindliches See- oder Binnenschiff oder sonstige Vermögensgegenstände.
Von 1963 bis 2002 galt folgende Unterscheidung:
Bergung
Ein in Seenot befindliches Schiff oder die an Bord befindlichen Sachen wurden durch dritte Personen in Besitz genommen und in Sicherheit gebracht, nachdem die Schiffsbesatzung die Verfügungsgewalt darüber verloren hatte.
Hilfeleistung
Unter Hilfeleistung verstand man, wenn außer dem unter „Bergung“ bezeichneten Falle ein Schiff oder die an Bord befindlichen Sachen aus einer Seenot durch die Hilfe dritter Personen gerettet wurden – also wenn die Verfügungsgewalt nicht durch die Schiffsbesatzung aufgegeben wurde.

## Pflicht zur Hilfeleistung
Jeder Kapitän ist verpflichtet, jeder auf See in Lebensgefahr befindlichen Person Hilfe zu leisten, sofern er dazu ohne ernsthafte Gefährdung seines Schiffes und der Personen an Bord in der Lage ist. Der Bergende ist verpflichtet, die Bergung mit der gebotenen Sorgfalt durchzuführen, um Umweltschäden zu verhüten oder zu begrenzen. Er muss auch andere Bergehelfer um Unterstützung bitten, wenn die Umstände es erfordern. Der Eigentümer und der Kapitän des Schiffes, das sich in Gefahr befindet, sind verpflichtet, während der Bergungsarbeit mit den Bergenden in jeder Hinsicht zusammenzuarbeiten.

## Rechtsgrundlagen
Die Küstenländer können nach dem Völkerrecht für ihre Küste Maßnahmen zum Schutz vor Verschmutzung oder drohender Verschmutzung treffen, z. B. bei einem Seeunfall, bei dem sich erhebliche Schäden für die Küste ergeben könnten. Sie können den beteiligten Bergern bei der Bergung Weisungen erteilen.
Jede erfolgreiche Hilfsleistung oder Bergung begründet nach Art. 2 des Internationalen Übereinkommens vom 23. September 1910 zur einheitlichen Feststellung von Regeln über die Hilfeleistung und Bergung in Seenot einen Anspruch auf angemessene Vergütung.

## Bergelohn
Der Retter hat für seinen Dienst einen Anspruch auf Bergelohn gegenüber dem Geretteten. Dieser Lohn ist vom anzuwendenden Recht, beispielsweise Lloyd’s Open Form, abhängig und bemisst sich am Wert des geborgenen Schiffes und seiner Ladung. In der Sportschifffahrt ist es üblich, Berge- und Schlepphilfe kostenlos zu leisten. Der Gerettete erstattet dem Retter ebenso selbstverständlich dessen Kosten. Trotzdem ist es notwendig, darüber eine ausdrückliche Vereinbarung zu treffen.

### Deutschland
In Deutschland sind die Bestimmungen zur Bergung in den §§ 574 ff. des Handelsgesetzbuches (HGB) und in § 93 des Binnenschifffahrtsgesetzes (BinSchG), der Bergelohn im Speziellen in §§ 576, 577 HGB n.F., geregelt:
§ 577 HGB n.F. – Höhe des Bergelohns
(1) Der Bergelohn ist, wenn die Parteien seine Höhe nicht vereinbart haben, so festzusetzen, dass er einen Anreiz für Bergungsmaßnahmen schafft. Bei der Festsetzung sind zugleich die folgenden Kriterien ohne Rücksicht auf die nachstehend aufgeführte Reihenfolge zu berücksichtigen:

1. der Wert des geborgenen Schiffes und der sonstigen geborgenen Vermögensgegenstände;

2. die Sachkunde und die Anstrengungen des Bergers in Bezug auf die Verhütung oder Begrenzung von Umweltschäden (§ 575 Abs. 2);

3. das Ausmaß des vom Berger erzielten Erfolgs;

4. Art und Erheblichkeit der Gefahr;

5. die Sachkunde und die Anstrengungen des Bergers in Bezug auf die Bergung des Schiffes und der sonstigen Vermögensgegenstände sowie die Rettung von Menschenleben;

6. die vom Berger aufgewendete Zeit sowie die ihm entstandenen Kosten und Verluste;

7. die Haftungs- oder sonstige Gefahr, welche der Berger oder seine Ausrüstung ausgesetzt war;

8. die Unverzüglichkeit, mit der die Leistungen erbracht wurden;

9. die Verfügbarkeit und der Einsatz von Schiffen oder anderen Ausrüstungsgegenständen, die für Bergungsmaßnahmen bestimmt waren;

10. die Einsatzbereitschaft und Tauglichkeit der Ausrüstung des Bergers sowie deren Wert.

(2) Der Bergelohn ohne Zinsen, Bergungskosten und erstattungsfähige Verfahrenskosten darf den Wert des geborgenen Schiffes und der sonstigen geborgenen Vermögensgegenstände nicht übersteigen.

## Sonstiges
Öffentlich stark beachtete Bergungen in der Vergangenheit waren u. a. die der RoRo-Fähre Herald of Free Enterprise (am Abend des 6. März 1987 kenterte das Schiff bei der Ausfahrt aus dem Hafen von Zeebrügge) und die Bergung des russischen Atom-U-Bootes Kursk (Oktober 2001) sowie des Kreuzfahrtschiffes Costa Concordia (2013/2014).
Schiffe werden speziell dann geborgen, wenn sie 'im Weg liegen', also dann, wenn sie in einem Hafen, einer Hafeneinfahrt oder einem relativ schmalen Wasserweg gesunken sind. Oft wurden in Kriegen Schiffe (eigene oder gegnerische) an solchen Stellen versenkt, um das Vorrücken eines Feindes zu behindern. Eigene Schiffe wurden z. B. auch versenkt, um zu verhindern, dass sie in die Hand des Feindes fielen (siehe Selbstversenkung). Nach dem Zweiten Weltkrieg wurden viele solcher Schiffe geborgen (auch deshalb, weil Schiffsmangel und Metallmangel herrschte), etwa die Oklahoma.